# 納西里耶區

36°44′51″N 3°49′44″E / 36.74750°N 3.82889°E
納西里耶區（阿拉伯语：‎），是阿爾及利亞的行政區，位於該國北部，由布米爾達斯省負責管轄，首府設於納西里耶，始建於1984年2月7日，面積85平方公里，2008年人口30,116，人口密度每平方公里353人。